# Tom Wolfe
Thomas Kennerly Wolfe Jr. (Richmond, Virginia; 2 de marzo de 1930-Manhattan, 14 de mayo de 2018) fue un escritor y periodista estadounidense, uno de los padres del «nuevo periodismo».

## Biografía
Wolfe era hijo de Helen Perkins Hughes Wolfe, paisajista de jardines, y Thomas Kennerly Wolfe Sr., un agrónomo.
Tras graduarse en 1947, estudió literatura y periodismo en la Universidad Washington y Lee tras rechazar la oferta de ingresar en la Universidad de Princeton. Tras licenciarse en 1952, intentó dedicarse al béisbol pero desistió al declararse sin condiciones para ello. En sus inicios fue un colaborador de The Washington Post, Enquirer y New York Herald.
Wolfe, quien se definía como «un demócrata a lo Jefferson»,[cita requerida] expresó en varias oportunidades ser un «reivindicador de Balzac», desde un punto de vista cultural y estilístico, lo que le llevó a ser calificado como «El Balzac de Park Avenue».[cita requerida]
Acerca de su obra, afirmaba que su objetivo como escritor de ficción era retratar a la sociedad contemporánea de acuerdo al realismo, siguiendo la tradición literaria de John Steinbeck, Charles Dickens y Emile Zola, usando técnicas adoptadas del periodismo. De hecho, las primeras obras de Wolfe consistían en ensayos críticos y no fue hasta 1987 que escribió su primera novela, a la cual tituló La hoguera de las vanidades.
Respecto a esa y su otra novela, Todo un hombre, comentó que ambas afirman la necesidad de novelas que surjan del realismo. En su caso, sus propias raíces provenían de una búsqueda cuidadosa o del reportaje, y le daba importancia al entorno social de sus personajes como medio para explicar sus ideas y conductas, explorando los temas de sexo, raza, dinero e ideología como elementos divisorios y al mismo tiempo integradores de la sociedad estadounidense.
La obra de Tom Wolfe pasó por varias etapas, marcada en los años sesenta por una defensa de la llamada cultura pop y en las décadas siguientes por radicales polémicas en contra del narcisismo de los años 1980 y atacando la política de los liberales, así como cuestionando al mainstream intelectual estadounidense en temas como arquitectura, arte moderno o literatura.
Wolfe se declaró ateo y en 2007 afirmó que en las elecciones presidenciales de 2004 había votado por la reelección de George W. Bush, de quien se declaró admirador. Una de sus características era ir vestido con un traje blanco en sus apariciones públicas.

## Premios
- Premio Nacional del Libro, cat.: No Ficción (1980)
- Dos Passos Prize (1984)
- Washington Irving Medal for Literary Excellence (1986)
- St. Louis Literary Award (1990)
- Wilbur Cross Medal (1990)
- Medalla Nacional de Humanidades (National Humanities Medal) (2001)
- Jefferson Lecture (2006)
- Medal for Distinguished Contribution to American Letters (2010)

## Libros

### No ficción
- El coqueto aerodinámico rocanrol color caramelo de ron (The Kandy-Kolored Tangerine-Flake Streamline Baby, 1965), Tusquets
- Ponche de ácido lisérgico (The Electric Kool-Aid Acid Test, 1968), Anagrama
- La banda de la casa de la bomba y otras crónicas de la era pop (The Pump House Gang, 1968), Anagrama
- La Izquierda Exquisita & Mau-Mauando al parachoques (Radical Chic & Mau-Mauing the Flak Catchers, 1970), Anagrama
- El nuevo periodismo (The New Journalism, 1973, ed. con EW Johnson), Anagrama
- La palabra pintada (The Painted Word, 1975), Anagrama
- Los años del desmadre (Mauve Gloves & Madmen, Clutter & Vine, 1976), Anagrama
- Lo que hay que tener o Elegidos para la gloria (The Right Stuff, 1979), Anagrama
- En nuestro tiempo (In Our Time, 1980), Anagrama
- ¿Quién teme al Bauhaus feroz? (From Bauhaus to Our House, 1981), Anagrama
- Las décadas púrpura (The Purple Decades, 1982), Anagrama
- El periodismo canalla y otros artículos (Hooking Up, 2000), Ediciones B.
- El reino del lenguaje (The Kingdom of Speech, 2016), Anagrama

### Novela
- La hoguera de las vanidades (The Bonfire of the Vanities, 1987), Anagrama
- Todo un hombre (A Man in Full, 1998), Ediciones B
- Soy Charlotte Simmons (I Am Charlotte Simmons, 2004), Ediciones B
- Bloody Miami (Back to Blood, 2012), Anagrama